# 米村裕美
米村 裕美（よねむら ひろみ、1966年1月7日 - ）は、日本のシンガーソングライター、作曲家。血液型はO型。
神奈川県横浜市生まれ。日本大学芸術学部卒業。中学と高校時代の大半を愛知県名古屋市で過ごした。

## 来歴
1989年にNHKの『みんなのうた』にて放送された芳本美代子の「あしたは元気 〜More Music!〜」の作詞・作曲を担当。
1991年にハミングバードからシングル「白い月」にてデビューした。
2000年12月のコンサート以降は音楽活動を休止したが、2008年に音楽活動を再開することを自身のホームページ内の掲示板にて明らかにした。

## ディスコグラフィ

### シングル
| #                      | 発売日         | タイトル                 | c/w            | 規格           | 規格品番       |
| ハミングバード         | ハミングバード | ハミングバード           | ハミングバード | ハミングバード | ハミングバード |
| ---------------------- | -------------- | ------------------------ | -------------- | -------------- | -------------- |
| 1st                    | 1991年6月26日  | 白い月                   | はじめの一歩   | 8cmCD          | HBDL-2067      |
| 2nd                    | 1992年4月22日  | Treasure〜だいじなもの〜 | 風の約束       | 8cmCD          | HBDL-1004      |
| マイカルハミングバード |                |                          |                |                |                |
| 3rd                    | 1992年11月4日  | 素直になりたい           | 夢の贈り物     | 8cmCD          | HBDL-1025      |

### アルバム

#### オリジナル・アルバム
| #                      | 発売日         | タイトル             | 規格           | 規格品番       |
| ハミングバード         | ハミングバード | ハミングバード       | ハミングバード | ハミングバード |
| ---------------------- | -------------- | -------------------- | -------------- | -------------- |
| 1st                    | 1991年6月26日  | もういちどあの場所へ | CD             | HBCL-7048      |
| 2nd                    | 1992年5月21日  | How are you?         | CD             | HBCL-8002      |
| マイカルハミングバード |                |                      |                |                |
| 3rd                    | 1993年2月24日  | うたをうたえば       | CD             | HBCL-8017      |
| ポリドール             |                |                      |                |                |
| 4th                    | 1994年10月26日 | ポップデニッシュ     | CD             | POCH-1396      |
| Quiet Blue Records     |                |                      |                |                |
| 5th                    | 1999年12月10日 | QUIET BLUE           | CD             | QBR-001        |

## タイアップ一覧
| 使用年 | 曲名                     | タイアップ                                                 | 初出作品                             |
| ------ | ------------------------ | ---------------------------------------------------------- | ------------------------------------ |
| 1991年 | 白い月                   | 南都銀行 イメージソング                                    | シングル「白い月」                   |
| 1992年 | Treasure〜だいじなもの〜 | 南都銀行 イメージソング                                    | シングル「Treasure〜だいじなもの〜」 |
| 1993年 | 素直になりたい           | テレビ朝日系アニメ『クレヨンしんちゃん』エンディングテーマ | シングル「素直になりたい」           |
| 1993年 | 夢の贈り物               | 南都銀行 イメージソング                                    | シングル「素直になりたい」           |

## 提供楽曲
- 國府田マリ子
  - 「Don't Fake」（作詞・作曲）
  - 「僕の生活」（作詞）
  - 「あいたくて」（作詞）
  - 「ゆらゆら」（作詞）
- 相馬裕子
  - 「風の祭日」（作詞、相馬裕子との共作）
  - 「How Are You?」（作詞・作曲、作詞のみ相馬裕子との共作）
  - 「このままで」（作詞）
  - 「僕の時間」（作詞）
  - 「空と海の出逢う場所」（作曲）
  - 「夕なぎ」（作曲）
  - 「グラジオラス」（作詞）
- 永作博美
  - 「With」（作曲）
- 山口リエ
  - 「知らんぷり」（作曲）

## 出演

### ラジオパーソナリティー
- 「My Treasure〜私の宝物」（1992年8月〜1993年3月、KBS京都ラジオ）
- 「サンライズカフェ」（1994年10月〜1995年3月、NACK-5）